# الضباعنة
قرية الضباعنة هي إحدى القرى التابعة لمركز ببا في محافظة بني سويف في جمهورية مصر العربية. حسب إحصاءات سنة 2006، بلغ إجمالي السكان في الضباعنة 4792 نسمة، منهم 2360 رجل و2432 امرأة.